# Роанок (Виргиния)
Ро́анок (англ. Roanoke) — независимый город, расположенный в Роанокском муниципальном районе (англ.) и десятый по величине город Содружества Виргиния. Роанок также является частью Роанокского региона Виргинии и является крупнейшим городом в долине Роанок (англ.). Роанок граничит с городом Сейлемом и городком Винтоном и окружён ими, но административно отделен от них и относится к округу Роанок. По переписи населения 2000 года в городе проживали 94 911 человек. Город разделен пополам рекой Роанок. Роанок является коммерческим и культурным центром большинства окружающих районов Виргинии и юга Западной Виргинии.

## История

### Объединение
Поселение, изначально называвшееся Биг Лик (англ. Big Lick), было основано в 1852 году и получило устав в 1874 году. Оно получило название по большим пластам соли, выходившим на поверхность, которые приманивали диких животных к местечку около реки Роанок. В 1882 году его переименовали в Роанок и в 1884-м он получил устав как городской округ Роанок. Говорят, что название Роанок происходит от алгонкинского слова, означающего «деньги»-ракушки. Это также является названием реки, из которой, возможно, и брались ракушки, делящей город и округ пополам. Город разрастался чаще за счёт присоединений в середине XX века. Последнее присоединение состоялось в 1976 году. Законодательная власть штата с тех пор запретила городам присоединять земли соседних округов. Роанок расположен на хребте Блю-Ридж, посреди долины Роанок (англ.) между Мэрилендом и Теннесси, что делает его важным транспортным узлом на западе Виргинии и вносит вклад в его быстрый рост.

### Колониальное влияние
В колониальные времена через местность, где сейчас располагается город, проходили важные дороги. Великая фургонная дорога, одна из дорог с наиболее интенсивным движением в XVIII веке в Америке шла из Филадельфии через долину Шенандоа к будущему местоположению города Роанока, туда где река Роанок течет через Блю-Ридж. Роанокский проход оказался удобным маршрутом для иммигрантов, заселявших регион Пьедмонта в Каролине. После Роанокского прохода от Великой фургонной дороги ответвлялась другая важная транспортная артерия тех времён — Дорога диких мест, шедшая на юго-запад в штат Теннесси.

### Железные дороги и уголь
В 1850-х годах Биг Лик стал станцией на железной дороге «Виргиния и Теннесси» (V&T), которая связывала Линчберг и Бристол на границе Виргинии и Теннесси.
После Гражданской войны в США (1861—1865) Вильям Махоун, инженер-строитель и герой боя у Воронки, был движущей силой в связывании 3 железных дорог, включая V&T, поперек южной части Виргинии для образования железной дороги «Атлантик, Миссисипи и Огайо» (AM&O), новой линии расширенной от Норфолка до Бристола в 1870 году. Тем не менее биржевой крах 1873 года в США подорвал финансы AM&O. После нескольких лет работы под управлением Махоуна, его роль как строителя железных дорог была окончена в 1881 году, когда управление перехватили финансовые круги с севера. На аукционе по продаже заложенного имущества AM&O была куплена E.W. Clark and Co (англ.), частным банком в Филадельфии, который управлял железной дорогой Шенандоа Вэлли (англ.), затем в стадии строительства до долины из Хейгерстауна в Мэриленде. AM&O была переименована в железную дорогу «Норфолк и Вестерн» (англ.).
Фредерик Д. Кимболл, инженер-строитель и партнёр в фирме Кларка, возглавил новую линию и новую железную дорогу Шенандоа Вэлли. Местом соединения железных дорог Шенандоа Вэлли и Норфолк и Вестерн Кимболл и совет директоров выбрали маленькую виргинскую деревню Биг Лик, на реке Роанок. Хотя признательные горожане и предлагали переименовать их поселение в «Кимболл», они согласились на название Роанок по названию реки. Вследствие того, что железная дорога «Норфолк и Вестерн» привлекла людей и создала рабочие места, город Роанок быстро рос и стал городским округом в 1884 году. При этом Роанок стал городом настолько быстро, что получил прозвище «Волшебный город» (Magic City).

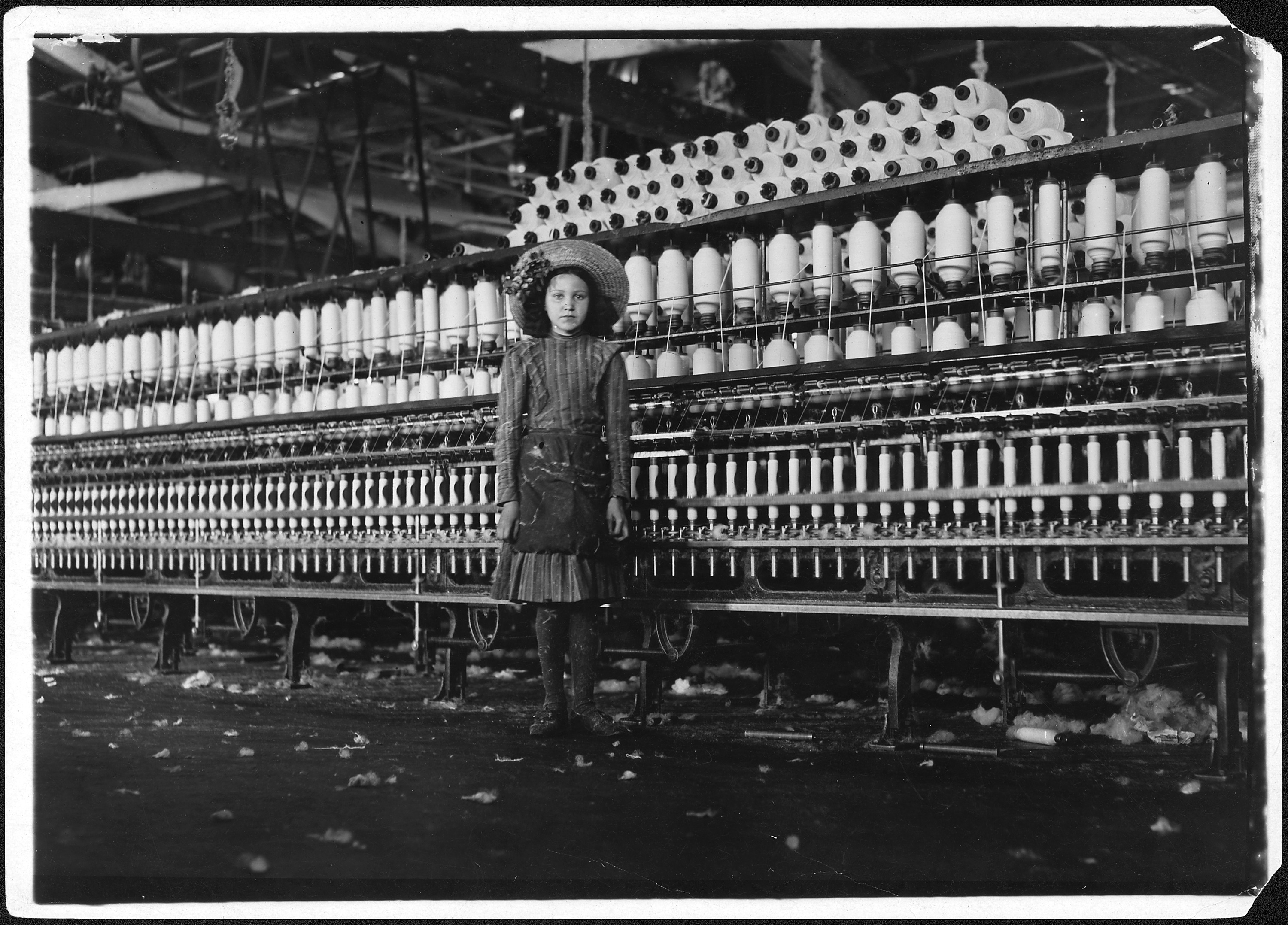
Детский труд использовался на Roanoke Cotton Mills, 1911 год. Автор фото — Льюис Хайн.

Увлечённость Кимболла геологией была эффективной в разработке угольного месторождения Покахонтас на западе Виргинии и в Западной Виргинии. Благодаря его усилиям Норфолк и Вестерн проложили железнодорожные линии через необитаемые местности Западной Виргинии на север до Колумбуса и Цинциннати в Огайо и на юг до Дарема и Уинстона-Сейлема в Северной Каролине. Это дало железной дороге маршрутную сеть, использовавшуюся впоследствии более 60 лет.
«Виргинская железная дорога» (VGN), инженерное чудо того времени, была задумана и воплощена Уильямом Нельсоном Пейджем и Генри Хаттлстоном Роджерсом. Следуя за рекой Роанок, Виргинская железная дорога была построена через город Роанок в начале XX века. Она слилась с железной дорогой Норфолк и Вестерн в 1959 году.
Открытие угольных месторождений сделало железную дорогу Норфолк и Вестерн процветающей, а битуминозный уголь месторождения Покахонтас всемирно известным. Перевозимый железной дорогой Норфолк и Вестерн и Виргинской железной дорогой, местный уголь является топливом для половины мирового морского флота. Сегодня он горит в топках сталелитейных заводов и угольных электростанций всего мира.
Железная дорога «Норфолк и Вестерн» также прославилась собственным производством паровых локомотивов. Оно находилось в Роанокских цехах железной дороги Норфолк и Вестерн, которые сделали компанию общеизвестной благодаря качеству её паровой тяги. В Роанокских цехах, с их тысячами рабочих, проектировались, создавались и обслуживались прославленные локомотивы классов A, J и Y6. Новые паровые локомотивы собирались здесь до 1953 года, ещё долгое время после того, как дизель-электровозы появились и стали основной движущей силой большинства североамериканских железных дорог. Около 1960 года Железная дорога «Норфолк и Вестерн» была последней крупной железной дорогой в США находившейся в процессе перехода с паровой на дизельную энергию.
Наличие железной дороги также сделало Роанок привлекательным для фабрикантов. American Viscose открыла большую фабрику по производству вискозы на юго-востоке Роанока в октябре 1917 года. Эта фабрика закрылась в 1958 году, оставив без работы 5 000 человек. После перехода железной дороги Норфолк и Вестерн на дизель-электровозы были сокращены 2000 рабочих.

### Культурный центр
EventZone была создана в 2003 году при слиянии разнообразных существующих организаторов мероприятий. EventZone также причастна к ассистированию в создании новых фестивалей и мероприятий в «event zone» даунтауна Роанока, которая определена как все районы между Вильямсон Роуд (Williamson Road), 6-й улицей (6th Street, SW), муниципальным центром Роанока (Roanoke Civic Center) и парком Риверс Эдж (Rivers Edge Park).
LocalColors — мультикультурная программа, которая ценит людей разных корней, рас и этнического происхождения и спонсирует ежегодный фестиваль Local Colors Festival, проходящий в 3-и выходные мая.
Среди фестивалей и культурных событий, проходящих в Роаноке, можно отметить следующие: Chili Cook-Off, Festival in the Park, Local Colors Festival, Henry Street Festival, Big Lick Blues Festival, Strawberry Festival, а также большую красно-бело-синюю светящуюся звезду на горе Милл (Mill Mountain Star) и видимую из многих точек города и близлежащей местности.

## Население
Бюро переписи населения США включает в Роанокский муниципальный статистический район округа Ботетурт, Франклин, Крейг, Роанок и города Салем и Роанок.
Данные 2000 года не включают округа Франклин (оценочно 50 345 человек к 2005 году) и Крейг (оценочно 5154 человек к 2005 году). Бюро переписи после этого присоединило их к Роанокскому муниципальному статистическому району, который является четвёртым по величине в Виргинии (после районов Северная Виргиния, Хэмптон-Роудс и Большой Ричмонд), и крупнейшим в западной половине штата. Сейчас он находится на 201 месте из всех 363 муниципальных статистических районов США. Население Роанокского статистического района (VA MSA) выросло с 288 471 человека в 2000 году до 298 694 в 2008-м, прирост 3,54 %. Ожидается что к 2020 году население района достигнет 324 882 человек, или прирост на 12,62 % по сравнению с 2000 годом.
Население статистического района по данным последних 4 переписей составляет:
- 1970: 199 629
- 1980: 220 393
- 1990: 224 477
- 2000: 235 932
- 2005 (оценочно): 292 983
- 2008 (оценочно): 298 694

## Местная власть
Роанок имеет модель городского управления, называемую «слабый мэр», во главе которой стоит связка мэр — сити-менеджер. Сити-менеджер отвечает за повседневную деятельность городских властей и имеет полномочия нанимать и увольнять работников города. Мэр имеет небольшую, если вообще имеет, исполнительную власть и по сути является «первым среди равных» в городском совете. Мэр, тем не менее, имеет кафедру проповедника как роанокские средства информации зачастую внешний вид и заявления мэра. В настоящее время мэром Роанока является Дэвид А. Боуэрс, а сити-менеджером Дарлен Бархэм. Городской совет имеет 6 членов, не считая мэра, все из которых избираются на свободной основе. Предложение о переходе к городскому совету, в котором мэр и вице-мэр могли бы и впредь избираться на свободной основе, было отклонено на избирателями Роанока голосовании в 1997 году, но защитники предложения всё ещё спорят, что результаты свободноизбираемой системы в непропорциональном количестве членов городского совета идёт от богатых соседей и что выборы некоторых из всех членов совета на ward basis будет результат в более равном представлении всех районов города. Четырёхлетний срок членов городского совета вызывает сомнения, поэтому там есть выборы раз в 2 года. Кандидат, который получает наибольшее количество голосов, назначается вице-мэром на последующие 2 года.
Голосование блоков афроамериканцев и профессионалов города сделали Демократическую партию лидирующей в городе в последние годы.
Независимый кандидат Девид А. Боуэрс, ранее бывший демократом, одержал победу над занимавшим пост мэра Нельсоном Хэррисом на выборах в мае 2008 года с 53 % голосов избирателей. На выборах в 2000 году Ральф К. Смит и в 2004 году Нельсон Хэррис выигрывали менее чем с 40 % голосов.
На выборах консула в мае 2008 года демократы Курт Розен, Энита Прайс и Шерман Ли одержали победу над группой независимых кандидатов включая действующего Брайана Уишнеффа.

## Транспорт

### Дороги
Шоссе Interstate 581 является основной дорогой города в направлении с севера на юг. Есть также единственная междуштатная автомагистраль Interstate 81, проходящая в северных границах города. Interstate 581 параллельна трассе U.S. Route 220, которая продолжается под названием Roy L. Webber Expressway от даунтауна Роанока, где заканчивается Interstate 581, на юг до State Route 419. U.S. Route 220 соединяет Роанок с Мартинсвиллом (Виргиния) и Гринсборо (Северная Каролина). Предлагаемая автомагистраль Interstate 73 будет в общем параллельна U.S. Route 220 на участке между Роаноком и Гринсборо и будет параллельна Interstate 581 в черте города. Основной автомагистралью в направлении с востока на запад является U.S. Route 460, имеющая названия Мелроуз Авеню и Оранж Авеню. U.S. Route 460 соединяет Роанок с Линчбургом. U.S. Route 11 проходит через город, в основном как Брэндон Авеню и Уилльямсон Роуд, которая была центром развития автомобильной промышленности после Второй мировой войны. Остальные главные дороги — U.S. Route 221, State Route 117 (известная как Питерс Крик Роуд) и State Route 101 (известная как Хершбергер Роуд). Блуриджская парковая автострада также проходит близко к городским границам.
Роанок разделен на 4 квадранта: северо-западный (NW), северо-восточный (NE), юго-западный (SW), юго-восточный (SE). Почтовые адреса для мест в Роаноке включают две буквы сокращенного обозначения квадранта после названия улицы. Например, комплекс Center in the Square в даунтауне Роанока имеет адрес «1 Market Square SE».

### Аэропорты
Региональный аэропорт Роанок-Блэксберг (англ.) расположен в северной части города и является основным пассажирским и грузовым аэропортом в юго-западной Виргинии.

## Города-побратимы

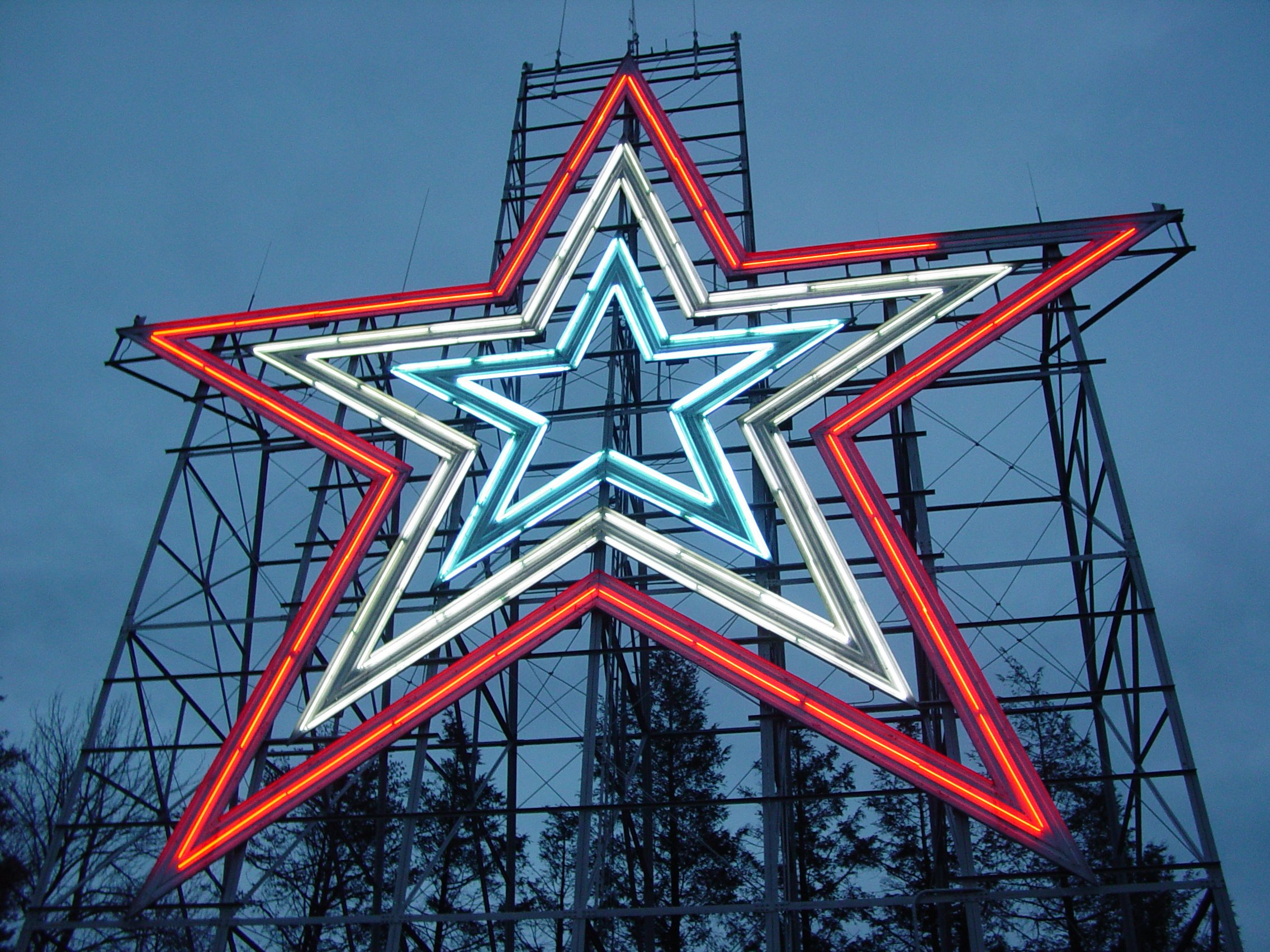
Звезда на горе Милл.

Роанок имеет 7 городов-побратимов:
- Флорианополис, Бразилия
- Кисуму, Кения
- Лицзян, Китай
- Сен-Ло, Франция
- Вонджу, Южная Корея
- Ополе, Польша

## Известные люди
- Шонесси, Фрэнсис (1911—1982) — американский хоккеист, бронзовый призёр зимних Олимпийских игр 1936 года.
- Линн Бари (1913—1989) — американская актриса, сыграла в «Серенаде солнечной долины».
- Мазер, Джон Кромвелл (род. 1946) — американский физик, лауреат Нобелевской премии по физике (2006).
- Сесили Тайнан (род. 1969) — американская журналистка и телеведущая.
- Росс Копперман (род. 1982)- американский певец и продюсер, номинирован на премию Гремми.